# 홋카이도도 제114호선
114번 홋카이도도(일본어: 北海道道114号赤平奈井江線→홋카이도도 114호 아카비라-나이에선)는 홋카이도 아카비라시에서 소라치군 나이에정까지 이어지는 일본의 주요 지방도 노선이다.

## 같이 보기
- 도도부현도